# Werner Schulz (Mathematiker)
Werner Hermann Wilhelm Schulz (* 30. Mai 1909; † 22. August 1984) war ein deutscher Mathematiker und Kryptologe. Während des Zweiten Weltkriegs arbeitete er als Kryptoanalytiker in der Inspektion 7 Gruppe VI (In 7/VI), also der kryptanalytischen Gruppe des Oberkommandos des Heeres (OKH).

## Leben

### Vor dem Krieg
Werner Schulz wurde im Jahr 1937 an der Universität Berlin mit seiner Dissertation „Reduzibilität, Irreduzibilität und Affektfreiheit bei gewissen Klassen von Polynomen“ zum Dr. phil. promoviert. Sein Doktorvater war Professor Erhard Schmidt, der im Jahr 1905 bei David Hilbert promoviert worden war und mit ihm den Hilbert-Schmidt-Operator entwickelt hatte. Werner Schulz heiratete im Jahr 1938 Erika Buth. Er wohnte mit seiner Frau in der Zinsgutstraße 56 in Berlin-Adlershof.

### Während des Krieges
Im Mai 1940 trat er der Inspektion 7/IV (In 7/IV) des Allgemeinen Heeresamtes (AHA) bei, zuständig für die Nachrichtentruppe der Wehrmacht, mit Sitz am Matthäikirchplatz, unweit des Bendlerblocks, in Berlin. Nach Gründung der neuen Inspektion 7/VI zu Beginn des Jahres 1941, auch als OKH/Chi bezeichnet, wurde er am 31. März desselben Jahres dorthin versetzt, zunächst ins Referat 1 (Allgemeine Kryptanalyse). Er war Mitglied in einer Gruppe, die einen Angriff auf die britische Rotor-Chiffriermaschine Typex versuchte, jedoch scheiterte. Sein Beitrag wurde, wie aus Nachkriegsdokumenten bekannt, dennoch als wertvoll anerkannt und gewürdigt als instrumental in solving, theoretically, the problem of how the internal settings had to be in the machine (deutsch „… trug maßgeblich dazu bei, theoretisch das Problem zu lösen, wie die internen Einstellungen der Maschine sein mussten“).
Im Herbst 1941 gab In 7/VI den Versuch der weiteren Kryptanalyse der Typex auf. Hauptgrund war die Unkenntnis der inneren Verdrahtung der Rotoren. Schulz war am 11. September 1941 vom Referat 1 ins Referat 2 (Englische Verfahren) versetzt worden. Am 1. Oktober 1941 folgte seine Beförderung zum Sonderführer (Z) und am 1. April 1942 zum Unteroffizier. Im Zeitraum von 1942 bis 1944 leitete er die Nahostgruppe des englischen Referats und trat vermutlich gegen Ende 1943 die Nachfolge seines früheren Vorgesetzten, Inspektor Zillman, als Leiter des Referats selbst an.
Gegen Ende des Krieges, im Oktober 1944, wurde die Nachrichtenaufklärung des deutschen Heeres umstrukturiert und es entstand die neue Dienststelle des Generals der Nachrichtenaufklärung (GdNA). Schulz leitete fortan dort die Abteilung, die sich mit britischen, US-amerikanischen und schwedischen Systemen befasste. In den allerletzten Kriegstagen wurde er nach Süddeutschland verlegt und damit von seiner Frau getrennt.

### Nach dem Krieg
Nach dem Krieg, im Juli 1946, erhielt er die Erlaubnis, nach Berlin zurückzukehren. Vermutlich versuchte er seine Frau in Adlershof wiederzufinden, das jedoch nun im sowjetischen Sektor lag. Möglicherweise wurde er dort aufgegriffen. Jedenfalls arbeitete er ab Oktober 1946 in der Sowjetunion in der Stadt Ostaschkow (Oblast Twer) nun als Spezialist für Ballistik. Im Juni 1952 konnte er nach Deutschland zurückkehren und nahm im September eine Stelle an der Deutschen Akademie der Wissenschaften zu Berlin (DAW) in der jungen DDR an. Kurz darauf wechselte er zur Deutschen Forschungsanstalt für Luftfahrt (DFL) nach Braunschweig ans neue Institut für Flugmechanik.
Ab diesem Zeitpunkt verlief seine weitere Berufslaufbahn sehr erfolgreich. Er arbeitete in der Luftfahrtforschung, wurde Abteilungsleiter am Institut und übernahm zeitweise dessen Leitung als kommissarischer Direktor. Ferner wurde er Herausgeber der Zeitschrift für Flugwissenschaften, einer führenden Fachpublikation, sowie Honorarprofessor an der Technischen Universität Braunschweig. Im Jahr 1974 ging er in den Ruhestand. Werner Schulz wurde 75 Jahre alt.